# Nils Pfingsten-Reddig
Nils Pfingsten-Reddig (* 23. Mai 1982 in Gehrden) ist ein ehemaliger deutscher Fußballspieler.

## Karriere
Nils Pfingsten-Reddig begann mit dem Fußballspielen beim TSV Barsinghausen, von dem es ihn zum TSV Havelse und dann zu den Sportfreunden Ricklingen zog, ehe er in die Jugendabteilung von Hannover 96 wechselte. In der Saison 2000/01 bestritt er erstmals ein Spiel in der U-23 in der Oberliga. Ab 2001 gehörte er der in die Verbandsliga abgestiegenen zweiten Mannschaft an, mit der er nach zwei Jahren wieder in die Oberliga Niedersachsen/Bremen aufstieg. Zur Saison 2003/04 wurde er auch in den Bundesligakader der 96er berufen, für den er aber zu keinem Einsatz kam.
Am Ende der Saison verließ er die Niedersachsen und ging zum Wuppertaler SV. Nach zwei Saisons in der Regionalliga Nord, in denen der Mittelfeldakteur Stammspieler war, wechselte er zu den Sportfreunden Siegen in die Regionalliga Süd. Auch dort gehörte er fest zum Kern der Mannschaft. 2008 verpassten die Siegener knapp nur wegen der Tordifferenz die Qualifikation für die neue eingleisige 3. Liga, deshalb verließ er danach den Verein.
Zur Saison 2008/09 wechselte Pfingsten-Reddig zum Drittligisten Kickers Emden, den er aber nach dem aus lizenzrechtlichen Gründen freiwilligen Rückzug in die Oberliga ein Jahr später wieder verließ und sich den Offenbacher Kickers anschloss. Jedoch blieb er auch dort nur ein Jahr, bevor er Anfang Juli 2010 zum FC Rot-Weiß Erfurt ging. Wie in allen Jahren in den dritthöchsten Spielklassen zuvor war er auch bei den Thüringern Stammspieler und kam immer über 30 Einsätze pro Saison. Dazu erzielte er in drei Spielzeiten im zentralen Mittelfeld von RW Erfurt als Elfmeterschütze 17 Tore vom Punkt. Im Mai 2014 trennte sich der Verein von Pfingsten-Reddig. Bis 2014 war er mit 209 Einsätzen Rekordspieler der 2008 gegründeten 3. Liga, ehe er am 6. August 2014 von Jens Truckenbrod abgelöst wurde.
Ab Sommer 2014 stand er beim thüringischen Regionalligisten FSV Wacker 90 Nordhausen unter Vertrag. Ab 2017 spielte er für die Nordhäuser Reservemannschaft, mit der er 2018 aus der Thüringenliga in die Oberliga aufstieg.

## Erfolge
- Aufstieg in die Oberliga Niedersachsen/Bremen 2003 mit Hannover 96 II